# Smrekovnica
Smrekonicë en albanais et Smrekovnica en serbe latin (en serbe cyrillique : Смрековница) est une localité du Kosovo située dans la commune/municipalité de Vushtrri/Vučitrn et dans le district de Mitrovicë/Kosovska Mitrovica. Selon le recensement kosovar de 2011, elle compte 1 646 habitants, tous albanais.

## Démographie

### Évolution historique de la population dans la localité
| 1948 | 1953 | 1961 | 1971 | 1981  | 1991  | 2011  |
| ---- | ---- | ---- | ---- | ----- | ----- | ----- |
| 505  | 563  | 671  | 904  | 1 215 | 1 382 | 1 646 |

|  |